# Крупенников, Сергей Сергеевич
Сергей Сергеевич Крупенников (24.06.1907-13.01.1969) — советский инженер, лауреат Сталинской премии (1946).

## Биография
Родился 24 июня 1907 года в Москве.
Окончил Московский инженерно-строительный институт (1934), инженер-строитель.
В 1930—1931 гг. — прораб треста «Магнитострой». С 1934 г. работал в тресте «Стальконструкция». 
В 1943—1948 гг. главный инженер филиала «Стальконструкции» на заводе «Азовсталь». Во время восстановления завода, взорванного фашистами перед отступлением, вместе с инженерами Мамонтовым и Каминским предложил не демонтировать старую печь, отодвинутую взрывами, а поднять на домкратах и поставить на прежнее место. Что и было сделано за 18 дней.
В 1948—1958 гг. — главный инженер треста «Уралстальконструкция».
Кандидат технических наук (1962). Доцент Уральского политехнического института. В 1955 году руководил дипломным проектом Б. Н. Ельцина — студента 5 курса.
Лауреат Сталинской премии (1946). Заслуженный строитель РСФСР. Награждён двумя орденами Трудового Красного Знамени, орденом «Знак Почёта» (1947), медалями.
Умер 13 января 1969 года в Свердловске. Похоронен на Широкореченском кладбище.